# Mundane science fiction
Mundane science fiction (in etwa: „realitätsnahe Science-Fiction“) ist ein junges Subgenre der englischsprachigen Science-Fiction (SF). Schauplatz der Werke der Mundane SF ist in der Regel die Erde oder der erdnahe Raum, und sie zeichnen sich durch eine glaubwürdige Darstellung der Wissenschaft und Technik aus, die im Zeitpunkt der Schöpfung der Werke bekannt ist.

## Kerngedanken
Der Begriff der Mundane SF wurde in einem 2004 durch Geoff Ryman verfassten Manifest ausgehend von einer Idee von Julian Todd geprägt. Das Manifest stellt folgende Behauptungen auf:
- Interstellare Raumfahrt ist unwahrscheinlich. Reisen mit Überlichtgeschwindigkeit, durch einen Hyperraum oder Wurmlöcher ist unmöglich und entsprechende Technik (z. B. Warp-Antrieb oder Generationenraumschiffe) bloßes Wunschdenken.

- Unbegründete Spekulationen über interstellare Raumfahrt können zur Illusion eines Universums führen, das voll mit lebenserhaltenden Welten wie der Erde ist, was ebenfalls unwahrscheinlich ist (vgl. Rare-Earth-Hypothese). Diese Illusion des Überflusses kann zu einem verschwenderischen Umgang mit der Ressourcenfülle der Erde führen.

- Es gibt zurzeit keine Beweise dafür, dass außerirdisches Leben oder extraterrestrische Intelligenz existiert. Das Fehlen solcher Beweise ist kein Beweis für die Nichtexistenz solcher Wesen, aber es ist unwahrscheinlich, dass Außerirdische die physikalischen Beschränkungen der Raumfahrt besser als wir überwinden können. Daher sind auch interstellarer Handel, Kolonialismus, Krieg, Bündnisse etc. höchst unwahrscheinlich. (vgl. Fermi-Paradoxon)

- Die Kommunikation mit allfälligen Außerirdischen wird durch die enormen Zeitverzögerungen beim Austausch von Mitteilungen und durch die wahrscheinlich ebenso enormen und vermutlich heute unvorstellbaren Unterschiede zwischen uns und den Außerirdischen stark erschwert. Jeder Kontakt mit Außerirdischen ist daher wahrscheinlich prekär und nicht nutzbringend. (vgl. Botschaften an Außerirdische, Liste interstellarer Radiobotschaften)

- Es gibt zurzeit keine Beweise für die Vermutung, dass Unschärfeeffekte im makroskopischen Bereich wirksam sind, und die Existenz von Parallelwelten, die wir besuchen könnten, ist daher sehr unwahrscheinlich.

- Daher ist die wahrscheinlichste Zukunft der Menschheit eine, in der wir auf uns selbst, die Erde und unser Sonnensystem beschränkt sind.

## Autoren und Werke
Die Eigenschaften, die Mundane SF kennzeichnen, sind älter als der entsprechende Begriff; so kann beispielsweise bereits eine Kurzgeschichte von Judith Merril aus dem Jahr 1948, That Only a Mother, als Mundane SF bezeichnet werden. Zudem teilt Mundane SF viele Eigenschaften des Cyberpunk-Genre.
Das britische SF-Magazin Interzone widmete seine Ausgabe Nr. 216 (Juli 2008) der Mundane SF. Diese von Geoff Ryman, Julian Todd und Trent Walters herausgegebene Ausgabe enthielt Kurzgeschichten von Ryman, Lavie Tidhar, Chelsea Quinn Yarbro, Billie Aul, R.R. Angell, Élisabeth Vonarburg und Anil Menon.
Ryman gab 2009 auch die Mundane SF-Kurzgeschichtensammlung When It Changed: Science Into Fiction heraus. Jede der Geschichten wurde unter Beizug eines Wissenschaftlers verfasst und ist mit einer erläuternden Schlussbemerkung desselben versehen.
Zu den weiteren Autoren, die (unter anderem) Werke verfasst haben, die als Mundane SF bezeichnet werden können, gehören Brian Aldiss, J. G. Ballard, Gregory Benford, Michael Bishop, Pat Cadigan, Philip K. Dick, William Gibson, Gwyneth Jones, Nancy Kress, George Orwell, Kim Stanley Robinson, Bruce Sterling, Michael Swanwick und Gene Wolfe, sowie die neueren Autoren Ted Chiang, Cory Doctorow und Maureen F. McHugh. Neuere Romane der Mundane SF sind beispielsweise aus dem Jahr 1992 China Mountain Zhang (ABC Zhang) von Maureen F. McHugh, aus 2002 The Speed of Dark (Die Geschwindigkeit des Dunkels) von Elizabeth Moon – die beide bereits vor Veröffentlichung des „Manifests“ erschienen – aus dem Jahr 2004 Air von Geoff Ryman und River of Gods von Ian McDonald sowie aus 2007 Halting State (Du bist tot) von Charles Stross.